# Złotniki Lubańskie

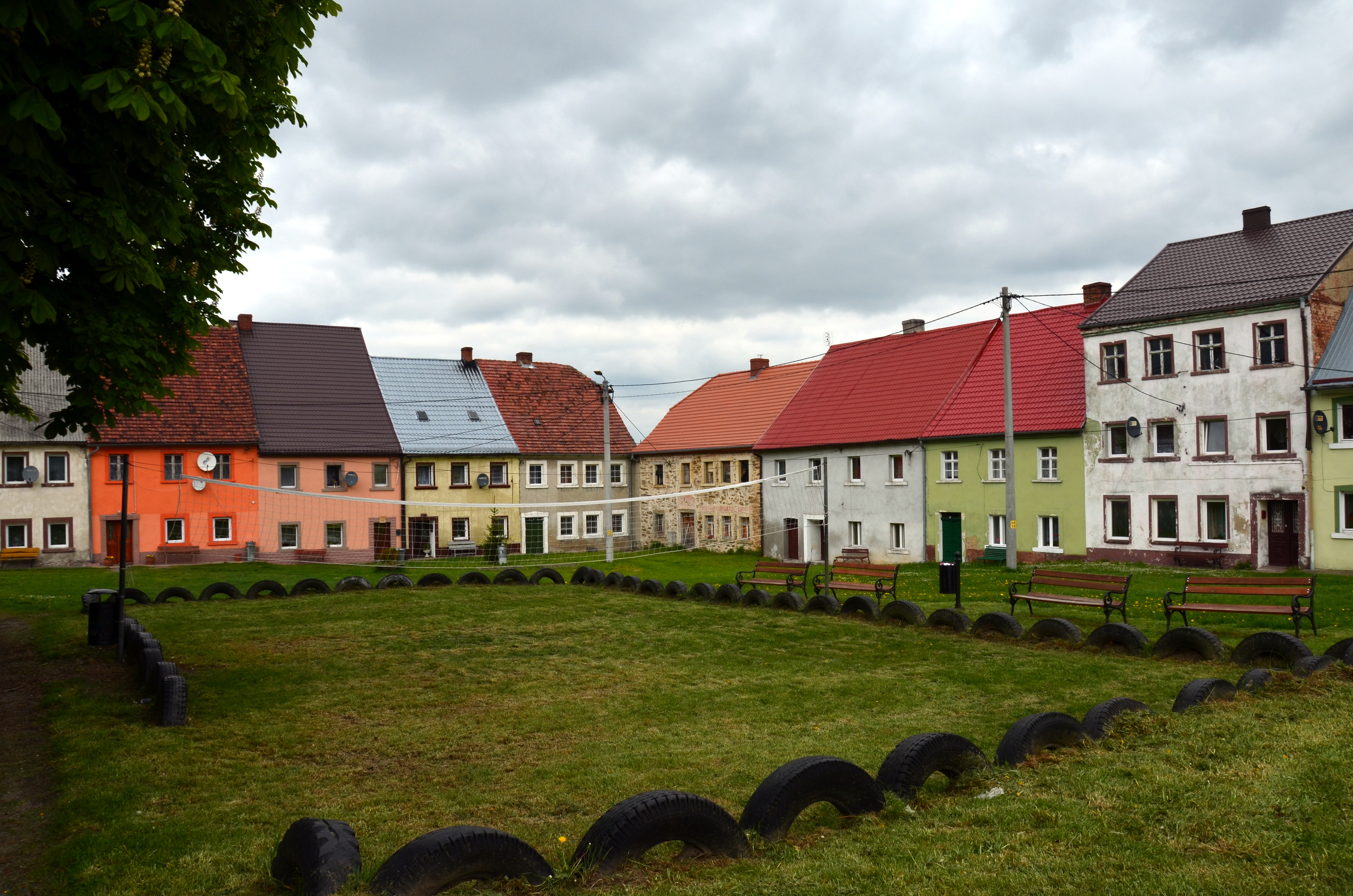
Häuser am Ring von Goldentraum

Złotniki Lubańskie [zwɔˈtɲiki luˈbaɲskjɛ] (deutsch Goldentraum) ist ein Dorf in der Stadt-Land-Gemeinde Leśna (Marklissa) im Powiat Lubański in der Woiwodschaft Niederschlesien in Polen. Es liegt am linken Ufer des Flusses Queis (Kwisa).

## Geschichte
Nach der Entstehungssage soll der Name des Ortes, der zum oberlausitzschen Queiskreis gehörte, auf ein Goldbergwerk zurückgehen, das um 1654 auf dem zur Herrschaft Tzschocha gehörenden Grund durch den Grundherrn Christoph von Nostitz angelegt wurde. Dort entstand 1662 ein Städtchen, das zunächst als Neustädtel bezeichnet wurde. Da die Oberlausitz seit 1635 zum evangelischen Kurfürstentum Sachsen gehörte, erteilte Kurfürst Johann Georg II. am 20. Mai 1672 dem Neustädtel den Namen Goldentraum und verlieh ihm zugleich das Markt- und Bergrecht. Ein angeblich 1677 erteiltes Privileg als Freie Bergstadt soll nicht nachweisbar sein. Die Siedler waren überwiegend evangelische Glaubensflüchtlinge aus Böhmen und Schlesien, die in ihrer Heimat verfolgt worden waren.  
Der Bergbau wurde bald wieder eingestellt, da er wirtschaftlich wenig ertragreich war. Deshalb wurde im 17. Jahrhundert die Tuch- und Leineweberei gefördert. Obwohl für das Jahr 1845 50 Baumwoll- und 22 Leineweber nachgewiesen sind, blieb der wirtschaftliche Aufschwung schwach. Die Bevölkerung ernährte sich überwiegend von Ackerbau und Kleingewerbe. Die Bevölkerungsentwicklung blieb unbedeutend. Sie stieg von 348 Einwohnern im Jahre 1825 auf 399 Einwohner im Jahre 1939.
Nach dem Wiener Kongress 1815 fiel Goldentraum zusammen mit dem Queiskreis und der Ostoberlausitz an Preußen. Es wurde nun der Provinz Schlesien zugeschlagen und verlor seine Stadtrechte. Als Landgemeinde wurde es dem 1816 neu gebildeten Landkreis Lauban im Regierungsbezirk Liegnitz eingegliedert. Im Jahre 1834 richtete ein Brand schwere Schäden an. Ab 1874 gehörte Goldentraum zum Amtsbezirk Volkersdorf, der am 1. Januar 1908 aus den Landgemeinden Goldentraum und Rengersdorf sowie dem Gutsbezirk Tzschocha bestand. 1921–1924 entstand bei Goldentraum die Talsperre Goldentraum.
Als Folge des Zweiten Weltkriegs fiel Goldentraum 1945 an Polen und wurde in Złotniki Lubańskie umbenannt. Die deutsche Bevölkerung wurde vertrieben. Die neu angesiedelten Bewohner waren teilweise Zwangsausgesiedelte aus Ostpolen. Die Einwohnerzahl sank auf rund 200 im Jahre 1961. 1975–1998 gehörte Złotniki Lubańskie zur Woiwodschaft Jelenia Góra.

## Sehenswürdigkeiten
- Die Kirche von Goldentraum wurde 1694 errichtet, ab Mitte des 19. Jahrhunderts war sie (wie schon vor 1700) Filialkirche von Rengersdorf.
- Quadratischer Ring mit Wohnhäusern, die nach dem Brand von 1835 errichtet wurden.
- Talsperre Goldentraum

## Persönlichkeiten
- Hans Branig (1905–1985), deutscher Archivar und Historiker